# J. Herschel (cràter)
J. Herschel és un gran cràter d'impacte lunar de la varietat denominada plana emmurallada. Es troba en la part nord de la superfície de la Lluna i, per tant, apareix en escorç quan es veu des de la Terra. La vora sud-oriental de J. Herschel forma part de la vora de la Mare Frigoris. Al nord-oest es troba el cràter Anaximandre. Al voltant de la vora nord apareix una gran plana lunar que manca de nom. Just al sud està el petit cràter Horrebow.

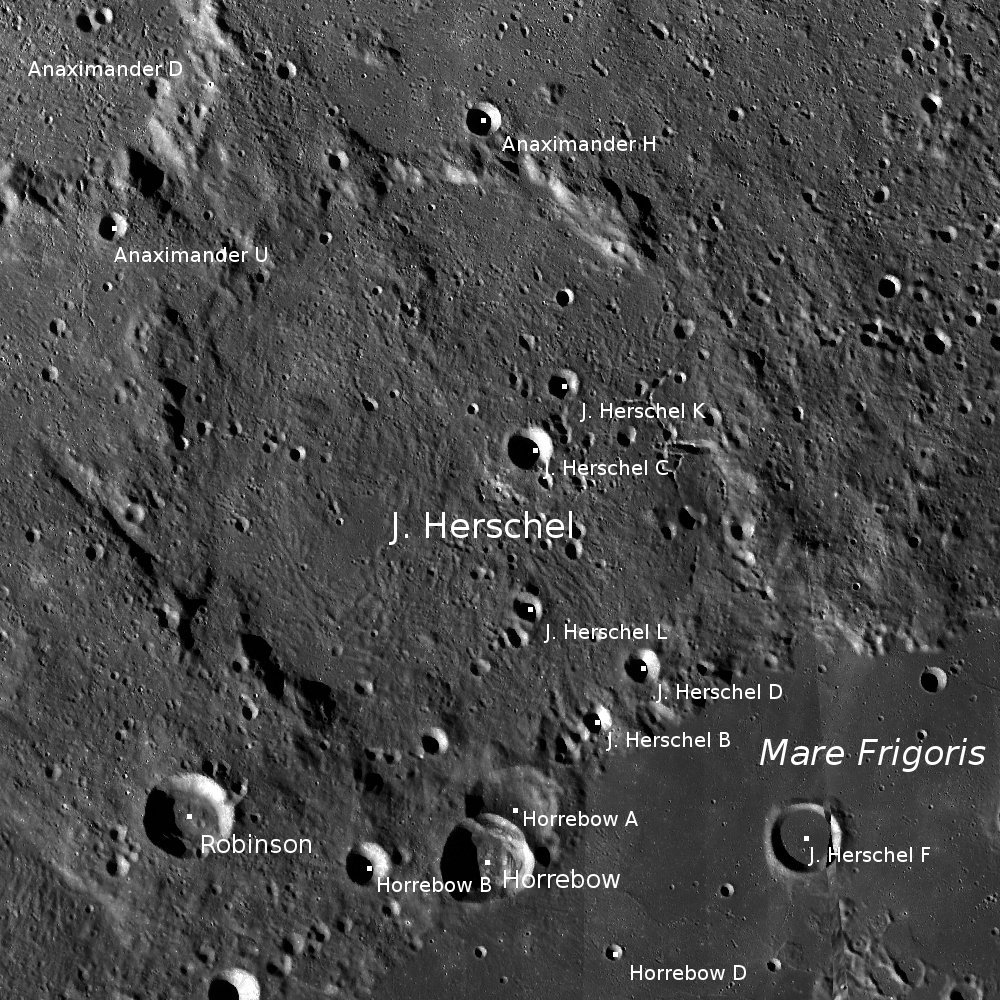
Localització de J. Herschel. Fotografia de la missió LRO

El brocal d'aquest cràter es troba molt erosionat, fins al punt que es descriu amb freqüència com "considerablement desintegrat". La vora restant apareix com un anell de crestes reconfigurades per cràters més recents. El sòl interior és relativament pla, però irregular i marcat per una multitud de petits impactes. Els més notables d'aquests són els cràters satèl·lit C, D, K i L, que s'enumeren en la taula inclosa a continuació. Horrebow A està unit al bord sud del cràter, i Horrebow se superposa al sector sud-oest del brocal de J. Herschel.

## Cràters satèl·lit
Per convenció aquests elements són identificats en els mapes lunars posant la lletra en el costat del punt central del cràter que està més prop de J. Herschel.
|             | \| J. Herschel \| Coordenades \| Diàmetre \| \| ----------- \| ------------------------------------ \| -------- \| \| B \| 59° 54′ N, 38° 48′ O / 59.9°N,38.8°O \| 7 km \| \| C \| 62° 18′ N, 39° 54′ O / 62.3°N,39.9°O \| 12 km \| \| D \| 60° 24′ N, 38° 00′ O / 60.4°N,38.0°O \| 10 km \| \| F \| 58° 48′ N, 35° 24′ O / 58.8°N,35.4°O \| 19 km \| \| K \| 62° 54′ N, 39° 18′ O / 62.9°N,39.3°O \| 8 km \| \| L \| 61° 00′ N, 40° 00′ O / 61.0°N,40.0°O \| 7 km \| \| M \| 57° 18′ N, 32° 54′ O / 57.3°N,32.9°O \| 9 km \| \| N \| 60° 00′ N, 32° 48′ O / 60.0°N,32.8°O \| 7 km \| \| P \| 63° 30′ N, 32° 48′ O / 63.5°N,32.8°O \| 6 km \| \| R \| 62° 30′ N, 30° 36′ O / 62.5°N,30.6°O \| 9 km \| |          |
| J. Herschel | Coordenades | Diàmetre |
| B           | 59° 54′ N, 38° 48′ O / 59.9°N,38.8°O | 7 km     |
| C           | 62° 18′ N, 39° 54′ O / 62.3°N,39.9°O | 12 km    |
| D           | 60° 24′ N, 38° 00′ O / 60.4°N,38.0°O | 10 km    |
| F           | 58° 48′ N, 35° 24′ O / 58.8°N,35.4°O | 19 km    |
| K           | 62° 54′ N, 39° 18′ O / 62.9°N,39.3°O | 8 km     |
| L           | 61° 00′ N, 40° 00′ O / 61.0°N,40.0°O | 7 km     |
| M           | 57° 18′ N, 32° 54′ O / 57.3°N,32.9°O | 9 km     |
| N           | 60° 00′ N, 32° 48′ O / 60.0°N,32.8°O | 7 km     |
| P           | 63° 30′ N, 32° 48′ O / 63.5°N,32.8°O | 6 km     |
| R           | 62° 30′ N, 30° 36′ O / 62.5°N,30.6°O | 9 km     |